# Giovanni Dondi dell'Orologio
Giovanni Dondi dell'Orologio (c. 1330 - 1388), també conegut com Giovanni de' Dondi, va ser un metge, astrònom i enginyer mecànic de l'antiga ciutat de Pàdua, actual Itàlia. Avui se'l recorda com un pioner en l'art del disseny i la construcció de rellotges. La seva invenció més rellevant va ser l'astrarium, un rellotge astronòmic molt complex construït només uns 60 anys després que es construïssin els primers rellotges totalment mecànics a Europa. Amb ell va demostrar un ambiciós intent de descriure i modelar el sistema planetari amb precisió matemàtica i sofisticació tecnològica seguint el model geocèntric imperant a l'època.

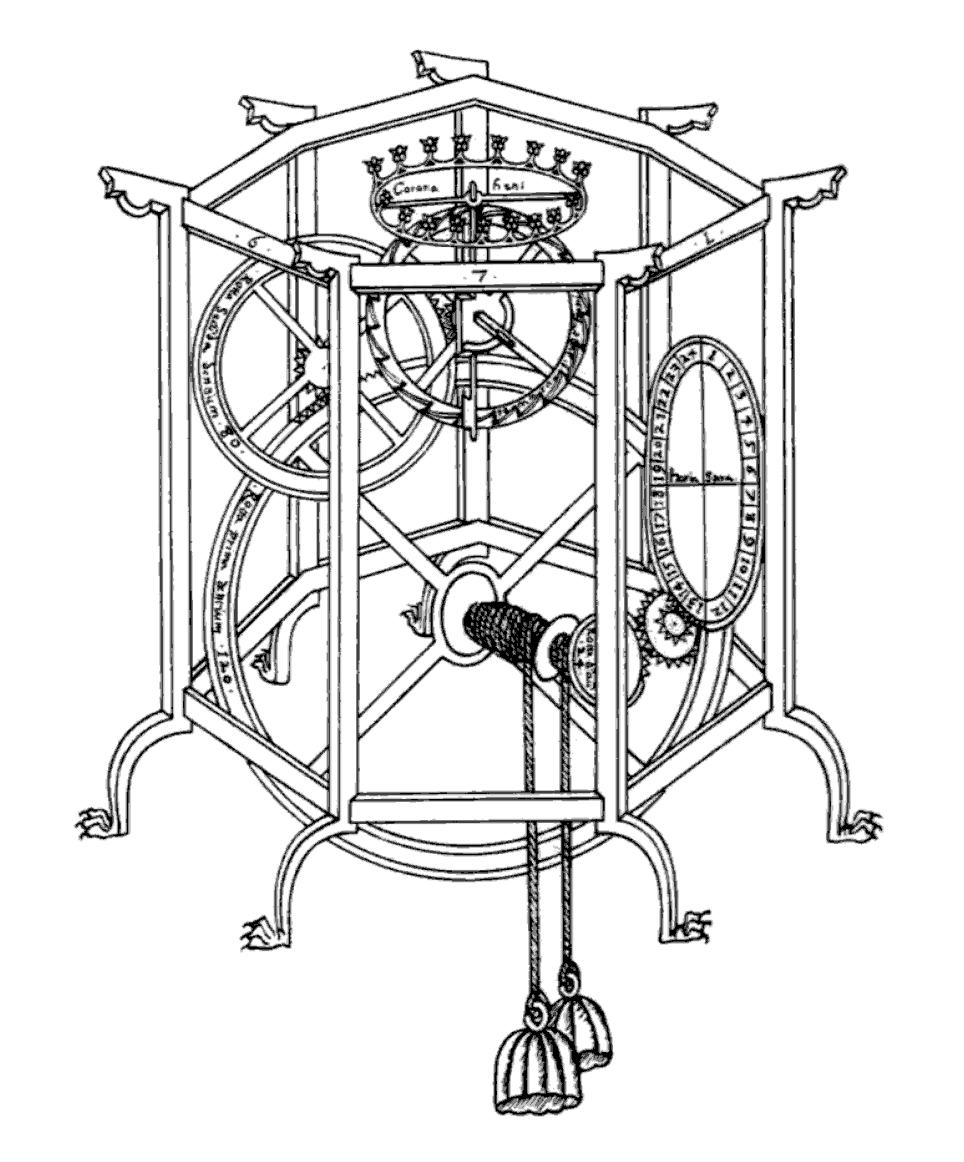
L'Astrarium: il·lustració del Tractatus astrarii que mostra els pesos, la fuita i el tren d'engranatges principal (al dibuix hi falta la complexa secció superior que representa la posició de diferents cossos celestes a cada moment de l'any).

## Vida
Giovanni era el segon fill de Jacopo Dondi dell'Orologio i Zaccarota Centrago o Centraco de Chioggia. El seu pare, metge i astrònom, va ser l'encarregat de construir un gran rellotge astronòmic a la torre del Palau Capitanat de Pàdua el 1344.
Giovanni va viure amb el seu pare des del 1348 fins al 1359 i en va compartir l'interès tant per l'astronomia com per la rellotgeria. En 1348 va començar a treballar en el que va anomenar el seu astrarium, un projecte que l'ocuparia fins a 1364. Encara que l'original no es conserva, els seus manuscrits van proporcionar material suficient perquè els rellotgers moderns en construïssin una versió.
En 1371 va ser nomenat ambaixador a Venècia, però després del conflicte entre Pàdua i Venècia en 1372, es va unir a la Universitat de Pavia, fent labors de diplomàtic i erudit, fins al moment de la seva mort a Abbiategrasso el 19 d'octubre de 1388. Està enterrat a Sant'Eustorgio de Milà..

### Giovanni Dondi i la gallina paduana
Des del segle XIX fins a l'actualitat existeixen fonts que atribueixen al "Marquès Giovanni Dondi dell'Orologio" la introducció de la gallina paduana des de Polònia fins a Itàlia. No , el Dondi a què fan referència aquests documents va ser el soldat Francesco Dondi, nomenat marquès pel rei Joan III Sobieski el 1676; no es documenta cap viatge o contacte amb Polonia de Giovanni Dondi en el segle XIV.

## Obra
La seva obra més cèlebre és el Tractatus astrarii o Planetarium, on realitza una detallada descripció de l'astrarium. Constitueix un dels primers tractats d'aquest tipus que han sobreviscut fins a l'actualitat, precedida per només uns pocs anys per Albion i Horologium de Richard of Wallingford.
A la introducció, Dondi escriu que la seva màquina va ser construïda d'acord amb la Theorica planetarum de Campano di Novara (que al seu torn es basava en les taules o zij de l'astrònom andalusí Azarquiel i en l'Almagest de Ptolemeu, per la qual cosa continua amb el model geocèntric imperant a l'època). El Tractatus sobreviu en dotze fonts manuscrites. L'autògraf a la Biblioteca Capitolare de Pàdua (MS. D39) i una còpia del mateix, també a Pàdua, són gairebé amb tota certesa obra de Dondi. Les altres fonts són versions reescrites en les quals encara no és clara la contribució de Dondi. El manuscrit autògraf es va publicar el 1987 en una edició crítica amb facsímil en color i traducció al francès de Poulle com a primer volum de l' Òpera òmnia de Jacopo i Giovanni Dondi.
Dels vint-i-nou escrits sobre temes mèdics (els Sermons i Colationes, publicats entre 1356 i 1388) només sobreviuen els títols amb l'excepció d'un: el Serm in convent magistrat Iohannis ab Aquila in medicina, del 1367 (Biblioteca Nacional, París, Lat ). 9637). També han sobreviscut alguns passatges de l'escrit de Bolonya del mateix any, en ser citats per Francesco Scipione Dondi dall'Orologio.
Un manuscrit a la Biblioteca Nacional Marciana ( Ms. lat. XIV 223 (4340)), que es creu que no ha estat elaborat per ell mateix, conté tant la seva pròpia obra literària com seleccions copiades d'altres autors. Conté el seu Iter Romanum, que descriu els monuments romans de Rímini i Roma de manera científica, amb mesures i transcripcions d'inscripcions; el seu Epistolari de vint-i-vuit cartes, de les quals les dues a Petrarca han cridat especialment l'atenció; i el seu Rime, que consta de quaranta-dos sonets, cinc madrigals i tres balades, publicat per Medin en 1895 i Daniele en 1990. Sobreviuen els escenaris musicals de dues de les balades, “La sacrosanta carità d'amore”, ambientada per Bartolino da Padova, una còpia de la qual va ser enviada al poeta i joglar Francesco di Vannozzo, i “Omay çascun se doglia”.
- «Oxford Music». Oxford Music Online, 21-01-2025. [Consulta: 21 gener 2025].

No s'han rastrejat les quaedani postillae o notes de Dondi sobre una carta de Sèneca, esmentades en un manuscrit de Gasparino Barzizza de 1411.

### Ciències naturals
Les vint-i-quatre Quaestions super libris Tegni, que daten d'al voltant de 1356, es conserven en un manuscrit iniciat el 1370 per Tommaso da Crema i ara a la Biblioteca Palatina de Parma ( Parmense 1065); Tegne era el nom medieval del resum de Galeno de les obres d'Hipòcrates . Les Quaestions són fins avui inèdites, igual que les Experimenta o prescripcions mèdiques de Dondi, conservades en un manuscrit de Iohannes de Livonia datat el 1453 i ara a la Biblioteca Cívica de Pàdua ( CM 172).
Un altre treball perdut, un tractatulum Galieni occultam seriem explicantem in differencee dispositionum corporum humanorum, quorum in llibre Microtegni sub brevitate restrinxit reals differentias inter illes, preterquani in paucis Assignatum, probablement va ser escrit a Pavia durant la pesta de 1383, i complexionibus de Galeno.
El breu tractat pràctic sobre com evitar la pesta, De manera vivendi tempore pestilentiali, va ser escrit poc després; publicat en italià per Zambrini el 1866 i per Sudhoff el 1911.
En ciències naturals, Dondi va escriure De fontibus calidis agri Patavini, dedicat al seu amic Iacopino da Angarano, i conservat en manuscrit autògraf a la Biblioteca del Seminari de Pàdua (ms. 358) i en una còpia a la Biblioteca Ambrosiana de Milà (H 107 xuclar.). Juntament amb el Tractatus de causa salsedinis aquarum et modo conficiendi sal artificiale ex aquis Thermalibus Euganeis del seu pare Jacopo, va ser publicat per Tommaso Giunti aDe balneis omnia quae extant apud Graecos, Latinos et Arabas el 1553.

## L'astrarium

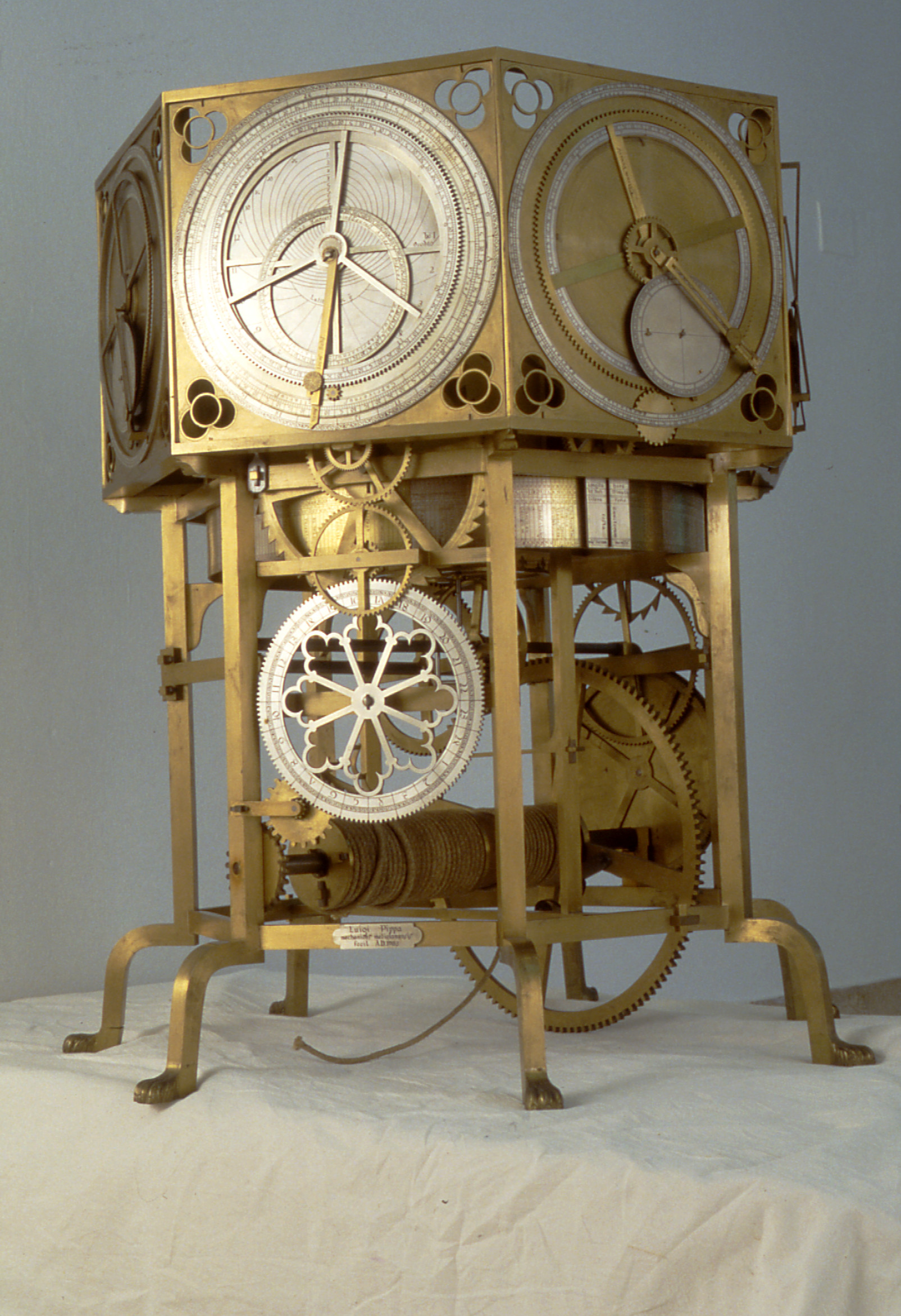
L'astrarium realitzat per Giovanni Dondi dell'Orologio mostrava l'hora, el calendari anual, el moviment dels planetes, el Sol i la Lluna. A la imatge s'aprecia la reconstrucció moderna que es troba al Museu Nacional de la Ciència i la Tecnologia Leonardo da Vinci, de Milà.

Giovanni Manzini de Pavia ho descriu el 1388 com una obra "plena d'artifici, treballada i perfeccionada per unes mans i tallada amb una habilitat mai assolida per la mà experta de cap artesà. […] Mai no es s'ha inventat un artifici tan excel·lent i meravellós i de tanta genialitat".
Dondi escriu que va obtenir la idea de la Theorica planetarum de Giovanni Campano da Novara, que descriu la construcció d'un equatorium, un artefacte que permet predir la posició dels astres en diferents moments de l'any.
De fet, l'astrarium era principalment un equatori que incorporava un mecanisme de rellotgeria, amb esferes d'astrolabi i calendari, i indicadors per al sol, la lluna i els planetes. Proporcionà una visualització contínua dels principals elements del sistema solar i dels calendaris tant legals, religiosos com a civils. La intenció de Dondi era que ajudaria la gent a comprendre els conceptes astronòmics i astrològics (l'astrologia es considerava llavors un tema digne d'estudi per part de l'elit intel·lectual i es prenia raonablement de debò).
El 1381 Dondi va regalar el seu rellotge al duc Gian Galeazzo Visconti, qui el va instal·lar a la biblioteca del seu castell a Pavia. Va romandre allà fins a almenys 1485. Pot haver estat vist i dibuixat per Leonardo da Vinci, però es desconeix el destí final del rellotge.